# Amerigo Canegrati
Amerigo Canegrati (Milano, 3 gennaio 1900 – Milano, 19 luglio 1938) è stato un pittore italiano.
Artista milanese, godette di larga notorietà negli anni Trenta. 

Considerato tra i rappresentanti delle tendenze pittoriche lombarde del Novecento italiano, la sua pittura esprime profonde qualità coloristiche sia nei quadri di paesaggio che in quelli di figura.

Partecipò alla Biennale di Venezia nel 1928, quindi nel 1930, vincendo  il Premio Città di Venezia. Partecipò nuovamente alla Biennale veneziana nel 1932, 1936 e nel 1938. Dal 1931 espose alle varie Quadriennali romane. Tra il 14 e il 27 marzo del 1938 a Milano in via San Vincenzo 38 tenne un’ultima personale presentando 50 opere.
Diverse sue opere sono esposte presso la Galleria d’Arte Moderna di Milano.
Muore il 19 luglio 1938.

## Opere
- Ritratto di Angelo Sartorio Carenini (1932) (Raccolte d’Arte Ospedale Maggiore di Milano)
- Bambina bionda  (I Quadriennale)
- Strada rurale  (I Quadriennale)
- Annunciazione
- Natura morta di frutta
- Paesaggio (1931)
- Mucca e vitello (1932)
- Cascinale (1932)
- Tavolo in cucina (esposta alla Biennale veneziana del 1932)
- Opere esposte alla personale milanese del 1938: Madre!, Intimità, Ritratto, In cucina, Fiori e frutta, Dopo la pioggia, Estate, Paesaggio in Piemonte, strada in collina, Colline di Cocconato, Pescarenico, Cascinale rosa, Collina, Frutta di stagione, Paese del Monferrato, Il vitellino, La raccolta del fieno, L’aia di Pescarenico, Natura morta, La salita, Mattino grigio, Nella stalla, Colosso d’Asti, La casa del contadino, Case in montagna, Paese di collina, La Gaggia, Valle Tinella, La casa del bricco, Entrata in paese, Ombra e sole, Fiori e frutta, Mezzogiorno, L’abbeveratoio, In montagna, La strada al castello, Colline di Canelli, Monte Baro, La centenaria, Il popone, Cascinale, Filari d’uva, Natura morta, Meriggio, Case di Blevio, In Val Vigezzo, Frutta.

## Mostre
- Dal divisionismo ad oggi, La Permanente, Milano, 1959
- Personale, 14-27 marzo 1938, Milano
- Budapest - In mostra la collezione dell’Istituto italiano di cultura, 2014